# Monolityczny kościół
Monolityczny kościół lub kościół skalny – świątynia chrześcijańska wykuta w jednolitym bloku skalnym.
Kościoły skalne są przykładem jednej z pierwszych form architektury monolitycznej: w Petrze grobowce zamieniano na aule eucharystyczne już w okresie bizantyjskim (np. „Grób Urny” zamieniony w kościół w 441), skalne kościoły i monastery kapadockie datowane są nawet na VI-VII w. Kościoły te czy kaplice wykuwano w głąb gruntu lub też w bocznym stoku monolitycznej skały. Formą przypominają inne chrześcijańskie budowle sakralne.

## Etiopia
Najczęściej wymienianym przykładem monolitycznego kościoła jest kompleks sakralny w Lalibela w Etiopii, znajdujący się od 1978 na Liście światowego dziedzictwa UNESCO. W mieście znajduje się jedenaście monolitycznych świątyń. Powstały najprawdopodobniej w XII w. W Etiopii istnieją w sumie 153 wykute w skale monolityczne kościoły, 120 w regionie Tigraj na północy kraju.

## Pozostałe kraje
Istnieje szereg kościołów monolitycznych na całym świecie. Żadne z nich nie są jak kościoły etiopskie strukturami całkowicie wyodrębnionymi z bloków skalnych. Najczęściej można je określić jako wykute w skale tunele lub sztuczne groty/aule. Przykłady takich świątyń to:
- Skalne kościoły w Kapadocji, Turcja (Göreme, Soğanlı)[3][4][5]
- Skalny Kościół św. Piotra w Antiochii, Turcja
- Skalne cerkwie w Iwanowie, Bułgaria
- Kościół Santa Maria di Idris w Materze, Włochy
- Kościół San Pietro Caveoso w Materze, Włochy
- Kościół św. Jana w Aubeterre-sur-Dronne, Francja[6]
- Kościół w Saint-Émilion, Francja[7]
- Kaplica św. Antoniego w kopalni w Wieliczce, Polska[8]
- Kaplica św. Kingi w kopalni w Wieliczce, Polska[9]
- Kaplica św. Krzyża w kopalni w Wieliczce, Polska[10]
- Kaplica św. Jana w kopalni w Wieliczce, Polska[11]
- Kaplica św. Kingi w kopalni w Bochni, Polska
- Katedra Solna w Zipaquirá, Kolumbia (Catedral de Sal de Zipaquirá)[12]
- Kościół Temppeliaukio w Helsinkach, Finlandia
- Felsenkirche w Idar-Oberstein, Niemcy[13]
- Klasztor Wniebowzięcia NMP w Diwnogorsku, Rosja[14]